# Mark Muller
Pour les articles homonymes, voir Müller.
Mark Muller, né le 26 août 1964 à Genève, est un homme politique suisse membre du Parti libéral-radical. Il siège au Conseil d'État du canton de Genève entre 2005 et sa démission en février 2012.

## Biographie

### Formation et carrière professionnelle
Originaire de Veyrier, Mark Muller suit ses études à l'école primaire de Pinchat, au cycle d'orientation des Voirets puis au Collège Claparède où il obtient sa maturité en 1983. Licencié en droit de l'Université de Genève en 1988, il devient chef du service juridique d'une entreprise genevoise entre 1988 et 1989. Après avoir effectué des stages d'avocat, dans l'étude Pestalozzi, Gmür & Patry (1990-1991) puis au département des travaux publics (1991), il obtient son brevet en 1992.
Après avoir travaillé dans une société financière en 1992-1993, il devient juriste puis secrétaire général de la Chambre genevoise immobilière entre 1993 et 2003. Il devient ensuite associé dans l'étude Mo Costabella Pirkl entre 2003 et 2005.

### Carrière politique
Après être entré au Parti libéral genevois en 1998, Mark Muller est élu conseiller municipal de la ville de Genève de 1999 à 2001, puis député au Grand Conseil entre 2001 et 2005. Au Grand Conseil, il fustige la politique du conseiller d'État socialiste Laurent Moutinot, accusé de ne pas construire assez et d'ignorer les intérêts des communes ; il est aussi à l'origine de plusieurs référendums et initiatives populaires, notamment l'initiative en faveur de l'accession à la propriété ; il assure par ailleurs la direction du groupe des députés libéraux de 2003 à 2005. Durant cette période, il est également vice-président du Parti libéral entre 2002 et 2004.
Le 13 novembre 2005, il est élu au Conseil d'État avec 45 063 voix et prend dès le 5 décembre la tête du département des constructions et des technologies de l'information. Il ouvre des négociations avec les partenaires du logement et obtient en 2006 un accord qualifié d'historique puis en 2007 un accord sur les surélévations d'immeubles.
Le 15 novembre 2009, il est réélu pour quatre ans avec 42 983 voix, arrivant en quatrième position parmi les élus. Il se voit attribuer le même département, enrichi de la direction générale de l'aménagement du territoire et du service de toxicologie de l'environnement bâti ; la protection civile et la coordination cantonale du sport sortent en revanche de son dicastère.
Son second mandat est marqué par les déclassements des Cherpines en 2010 et de La Praille en 2011, ainsi que la nomination d'un architecte cantonal. Président en 2010-2011 du Conseil d'État, son département connaît une série de départs, notamment en relation avec le projet Praille - Acacias - Vernets, alors que le nombre de nouveaux logements reste faible. En 2011, un rapport de l'Inspection cantonale des finances et la Cour des comptes épinglent des dysfonctionnements au sein de son département. Le plan directeur cantonal 2030 et le feu vert donné à certaines surélévations d'immeubles sont également contestés.

### Controverses
À partir de la mi-2011, Mark Muller se retrouve au centre de plusieurs polémiques à la suite de différentes affaires. Celles-ci le conduisent à annoncer le 27 février 2012 sa démission, effective le 29 février. Il justifie sa décision par « les attaques incessantes et l'acharnement » dont il a été l'objet.

#### Affaire de l'appartement
La Télévision suisse romande diffuse le 30 juin 2011 un reportage indiquant que Mark Muller habite un appartement de sept pièces, au dernier étage d'un immeuble de Plainpalais, pour un loyer de 1 800 francs par mois, alors que les appartements de cette taille se louent en moyenne 7 500 francs par mois ; l'intéressé répond qu'il se monte en fait à 2 000 francs.
Selon Le Matin, cette différence est causée par les bonnes relations entretenues de longue date entre Muller et Paul Epiney, président de la régie de cet immeuble, qui a présenté son dossier en premier au moment de l'attribution du logement. Quelques mois après son emménagement, Muller a déposé une loi permettant de débloquer un projet piloté par Epiney, succédant à quatre autres lois permettant la création de 121 logements.

#### Affaire du Moulin à Danses
Le 1er janvier 2012, pendant le réveillon, Mark Muller a une altercation avec un barman d'une boîte de nuit genevoise, le Moulin à Danses (MàD), alors qu'il sort des toilettes du personnel avec une salariée de l'établissement. Une plainte est déposée à l'encontre du conseiller d'État qui, à son tour, dépose plainte contre l'employé. Après la révélation de l'affaire, le 13 janvier, Muller reconnaît que cette rixe a bien eu lieu, mais affirme avoir été agressé par le barman ; celui-ci déclare de son côté avoir été saisi à la gorge et projeté contre une barrière de sécurité par le conseiller d'État à la suite d'une altercation verbale. Une enquête est alors ouverte par la justice et confiée à l'Inspection générale des services.
Le 14 janvier, Mark Muller présente ses excuses, reconnaissant avoir eu un comportement « inadéquat eu égard à [sa] fonction ». La veille, le Conseil d'État avait retiré le dossier du déménagement du MàD à Mark Muller. Le 17 janvier, il est entendu par le comité directeur de son parti, qui affirme son soutien au magistrat, ne souhaitant pas prendre de mesures avant la fin de l'enquête. Le même jour, dans l'émission Infrarouge de la Télévision suisse romande, le conseiller d'État Charles Beer déclare avoir dit à Muller qu'il devait s'interroger sur une éventuelle démission, précisant cependant qu'il ne s'agissait que d'une question légitime dans cette situation et non d'un souhait personnel.
Le 25 janvier, alors que les témoins auditionnés semblent plutôt donner raison au barman, le procureur général Daniel Zappelli annonce avoir convoqué Muller à titre de prévenu pour une audition le 9 février. Cependant, à la veille de la confrontation prévue, les deux parties annoncent être parvenues à un accord à l'amiable : Muller admet « s'être laissé aller à un excès de colère regrettable et avoir brusquement et unilatéralement fondu sur le barman ». Il présente ses excuses et verse une compensation financière à la victime ; les deux plaintes sont alors retirées.
Bien que l'affaire soit alors formellement terminée, la classe politique reste critique, plusieurs formations s'interrogeant sur la légitimité de Muller à mener son mandat à son terme. Le montant de la réparation versée suscite également des interrogations : le chiffre de 50 000 francs est avancé par le président du Mouvement citoyens genevois, Éric Stauffer, montant toutefois jugé peu probable par une bonne partie de la classe politique. Le Conseil d'État exige alors de connaître les détails de cette transaction.

#### Saint-Georges Center
Le mois suivant, en février 2012, alors que le volet judiciaire de l'affaire du MàD se termine à peine, Mark Muller doit faire face à une nouvelle polémique, à la suite de la location par l'État d'un bâtiment administratif, le Saint-Georges Center, pour un loyer annuel de 5,2 millions de francs, jugé trop élevé. Des rumeurs de renvoi d'ascenseur apparaissent, le promoteur de l'immeuble ayant financé la dernière campagne électorale du conseiller d'État. Il démissionne de ses fonctions politiques à la fin du mois.